# Herbert Druce
Herbert Druce (Londen, 14 juli 1846 – Londen, 11 april 1913) was een Brits entomoloog die gespecialiseerd was in vlinders. Hij heeft talrijke veelal tropische vlindersoorten verzameld, beschreven en een naam gegeven. Zijn zoon Hamilton Herbert Druce (1868–1922) werd ook een bekend vlinderkenner.
Druce werd in 1867 verkozen als fellow van de Royal Entomological Society, en hij werd ook een fellow van de Zoological Society of London, de Linnean Society of London en de Royal Geographical Society. Hij maakte naam als naarstig verzamelaar en beschrijver van tropische vlinders. Hij beschreef en benoemde veel nieuwe taxa van nachtvlinders (Heterocera). Hij publiceerde frequent in tijdschriften als Proceedings of The Zoological Society of London, Annals And Magazine of Natural History, Transactions of the Entomological Society of London en The Entomologist. Voor de 63-delige encyclopedie Biologia Centrali-Americana onder redactie van Frederick DuCane Godman en Osbert Salvin schreef hij drie delen over "Insecta Lepidoptera-Heterocera" (1881-1900).
Na zijn dood werd zijn uitgebreide verzameling verkocht. Ze werd verworven door Godman en Salvin, die ze later nalieten aan het British Museum.

## Eerbetoon
Talrijke taxa zijn naar Herbert Druce genoemd, waaronder de geslachten Drucina door Arthur Gardiner Butler en Druceiella door Pierre Viette, en soorten met het epitheton drucei zoals Pholus drucei en Pachygonia drucei, beide door Lionel Walter Rothschild en Heinrich Ernst Karl Jordan, of Hypocrita drucei door William Schaus.